# デイヴィッド・カンリフ
デイヴィッド・カンリフ（David Richard Cunliffe、1963年4月30日 - ）は、ニュージーランドの元政治家。ニュージーランド労働党所属、第14代党首。

## 来歴
ワイカト地方テ・アロハ生まれ。父は聖公会の牧師で労働党支持者であった。10歳のときにカンタベリー地方プレゼントポイントへ引越す。この頃より父が労働党の仕事の従事するようになり、カンリフも労働党の活動に参加するようになる。地元のプレゼントポイント高校を経て、高校時代はアトランティック・カレッジ奨学生としてウェールズで過ごし、オタゴ大学で政治学を専攻し卒業した。オタゴ大学在学時はディベート協会に所属した。学位は文学士（第一等政治学専攻）。
1988年にニュージーランド外交貿易省へ入省し外交官になる。マッセー大学社会科学ディプロマコースで研修を受け、1988年にオーストラリア外交貿易省へ派遣外交官として留学し、1989年に環太平洋開発機構委員、1990年から1994年まで駐米ニュージーランド大使館 二等書記官/一等書記官（政治/経済担当）を経て、フルブライト奨学生としてケネディスクール行政学修士課程で行政学を学び修士号を取得。1995年に外交貿易省を退職し、ボストン・コンサルティング・グループへ転職し経営コンサルタントに転身した。1999年までボストン・コンサルティング・グループのオークランド事務所で戦略コンサルタントとして活動し、同年の議会総選挙に出馬するため退職した。労働党の支持を得てティティランギ選挙区より出馬し、比例名簿53位で初当選する。2002年の総選挙は選挙区改定によりニューリン地区より比例出馬する。以後、4期連続当選を果たす。2003年に商工会議委員 兼 規律策定委員、公共部門担当大臣 兼 財務副大臣に就任、2004年にテレコミュニケーション情報技術担当大臣、移民問題担当大臣を経て、2007年から2008年にはヘレン・クラーク政権で保健大臣を務めた。2008年の総選挙で労働党は国民党に敗れ政権交代する。野党転落後は労働党財務報道官に就任した。
2013年8月22日、デビッド・シアラーの党首辞任を受け、第14代労働党党首に就任した。しかし、2014年の総選挙でも敗れたために1年で党首を辞任、後任の党首にはアンドリュー・リトルが就いた。
2016年11月1日、次期総選挙へ出馬せず政界からの引退を表明した。政界引退後はコンサルティング業へ復帰し、オークランドに拠点を持つコンサルティング会社「ステークホルダー・ストレテジー」の役員に就任。同年4月23日付で議員辞職。同年9月に総選挙が行われることから補欠選挙は行われず、この日をもって政界から引退した。
弁護士の妻との間に2男がいる。